# Effetto Mould

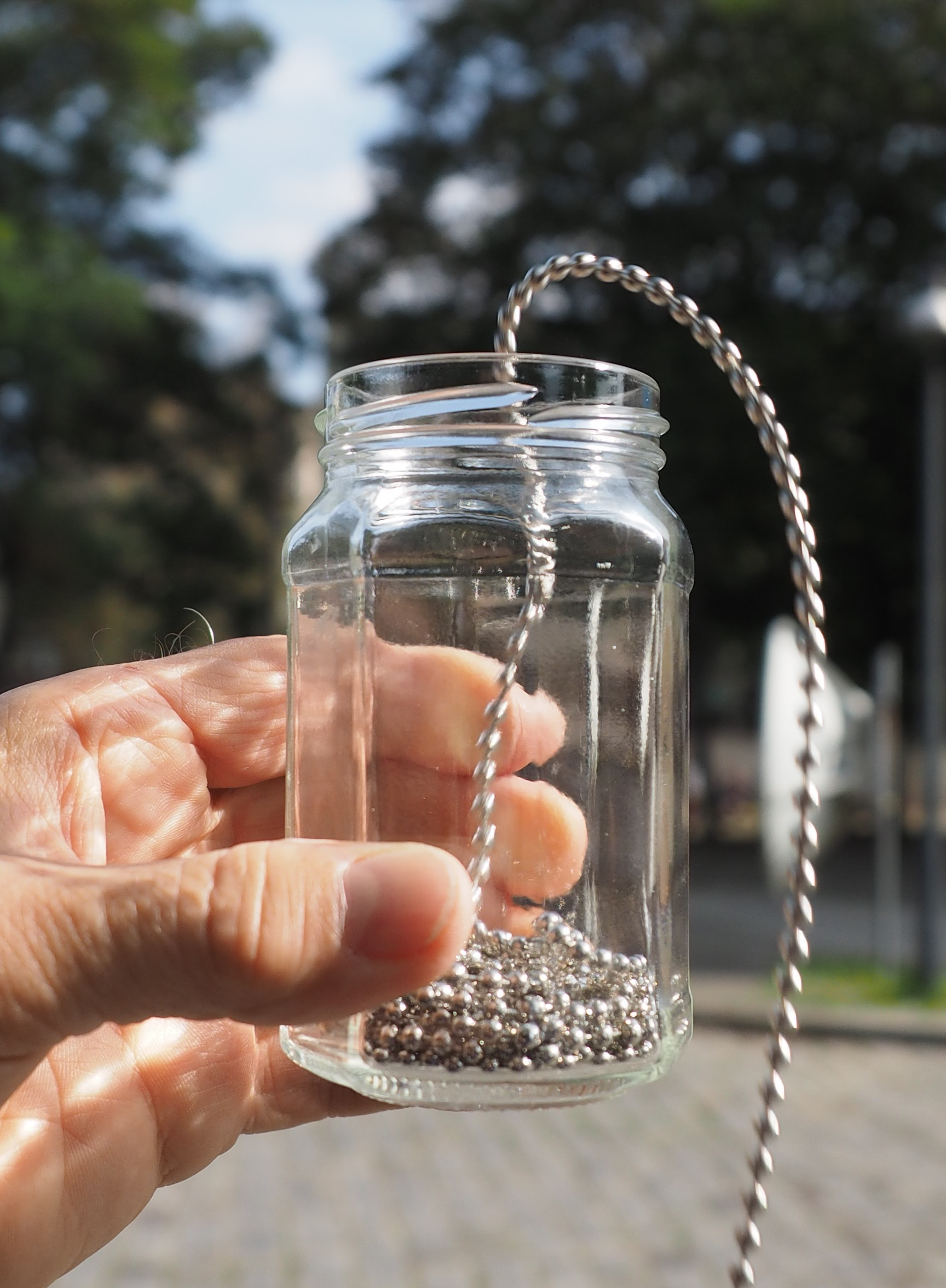
Effetto Mould in azione

L'effetto Mould, detto anche fontana a catena, è un controintuitivo fenomeno fisico che consiste nel flusso verticale auto-sostenuto di una catena, posta in un contenitore, causato dalla caduta di una delle sue estremità al di fuori del contenitore stesso. La catena risale il bordo del contenitore per poi cadere all'esterno, come se fosse risucchiata fuori da un "sifone invisibile". Per catene costituite da piccole sfere adiacenti, l'arco può elevarsi in aria distaccandosi dal bordo del contenitore creando in certi casi un notevole divario.

## Dettagli
L'effetto Mould è noto da molto tempo ed è stato oggetto di discussione pubblica molte volte in passato. Il divulgatore scientifico Steve Spangler ha presentato questo fenomeno in un programma televisivo nel 2009.
L'effetto è più pronunciato quando vengono impiegate lunghe catene di piccole sfere legate tra di loro da elementi rigidi. Maggiore è l'altezza del contenitore nel quale viene disposta la catena, maggiore sarà l'elevazione che subirà la catena nella fase di "sifonaggio". È dimostrabile per esperimento che se il contenitore viene posizionato a 30 metri dal suolo e se la catena è sufficientemente lunga, l'arco che forma la catena durante il fenomeno può raggiungere un'altezza di circa 2,1 metri oltre il bordo del vaso.
Questo fenomeno è stato portato all'attenzione del pubblico grazie ad un video prodotto dal divulgatore scientifico Steve Mould nel 2013. Tale video, in cui Mould mostra il fenomeno di auto-sifonamento della catena, e la sua spiegazione proposta in uno show della BBC, ha portato il problema all'attenzione degli accademici John Biggins e Mark Warner dell'università di Cambridge, che pubblicheranno i loro studi sul fenomeno nella rivista scientifica britannica Proceedings of the Royal Society, nominandolo "effetto Mould" o "fontana a catena".

## Spiegazione del fenomeno
Sono state proposte una varietà di spiegazioni su come il fenomeno possa essere descritto in termini cinematici (energia e quantità di moto). Biggins e Warner suggeriscono che l'origine della forza verticale sia legata alla rigidezza dei giunti della catena e alle restrizioni nei piegamenti di ogni giunto.
Inoltre, siccome le palline della catena in moto possono urtare nel contenitore contro altre palline stazionarie, esse possono rimbalzare verticalmente: questo effetto contribuisce al fenomeno ma non ne è la causa principale.